# أغنيس من بواتو
أغنيس من بواتو أو أنييس من أكيتاين أو الإمبراطورة آنييس (تقريبًا 1025 - 14 ديسمبر 1077) كانت إمبراطورة رومانية مقدسة والوصية على عرش الإمبراطورية بين 1056-1062.